# Odette Delacroix
Odette Delacroix (Sanford, Maine; 15 de octubre de 1989) es una actriz pornográfica y modelo erótica y fetichista estadounidense.

## Biografía
Odette nació en octubre de 1989 en Sanford, en el Condado de York, estado de Maine; en una familia de ascendencia francesa. Su primer trabajo fue en un camping resort que regentaba su familia en Maine como acomodadora y chica de las recados.
Tras graduarse en el instituto, decidió marcharse hasta California en 2008, donde estudió Lengua y Literatura Inglesa y comenzó a posar como modelo para clases de arte con el fin de costearse el alquiler de su piso. Fue así como empezó a interesarse por el mundo del modelismo y erotismo. Tras graduarse de sus estudios summa cum laude se dedicó a tiempo completo a trabajar con distintas compañías como modelo erótica y fetichista.
Entró en la industria pornográfica en 2011, a los 22 años de edad. Desde sus comienzos, ha trabajado con estudios como FM Concepts, Filly Films, New Sensations o Girlfriends Films, y ha realizado escenas para sitios web porno como Twistys, Babes.com, ATK Petites o JustCuteGirls.com.
Su nombre artístico vincula con la herencia francesa que tiene. La principal inspiración para forjar su nombre deriva del pintor francés del Romanticismo Eugène Delacroix. Un homenaje que le daba un nombre clásico y romántico.
En 2014 recibió su primera nominación en los Premios XBIZ a la Mejor escena de sexo en película lésbica por Kay Brandt's Dirty Secrets, nominación que compartió con Zoey Holloway.
Algunas películas de su filmografía son ATK Babes In Toyland, ATK Hairy Muff Munchers, In-Room Rubdown, Lesbian Masseuse 3, Violation of Odette Delacroix, Cheer Squad Sleepovers 4 o Girl On Girl Fantasies 6.
Ha grabado más de 230 películas como actriz.

## Premios y nominaciones
| Año  | Ceremonia                   | Resultado | Premio                                   | Trabajo                    |
| ---- | --------------------------- | --------- | ---------------------------------------- | -------------------------- |
| 2013 | Premios XBIZ                | Nominada  | Mejor escena de sexo en película lésbica | Against Her Will           |
| 2014 | Premios XBIZ                | Nominada  | Mejor escena de sexo en película lésbica | Kay Brandt's Dirty Secrets |
| 2016 | Spank Bank Awards           | Nominada  | Fun Sized Fuck Bunny                     | —                          |
| 2016 | Spank Bank Awards           | Nominada  | Customs Making Mogul of the Year         | —                          |
| 2016 | Spank Bank Awards           | Nominada  | Fucking Nerd of the Year                 | —                          |
| 2016 | Spank Bank Awards           | Nominada  | Pretty In Pink (aka Prettiest Pussy)     | —                          |
| 2016 | Spank Bank Technical Awards | Ganadora  | Petite Supermodel                        | —                          |
| 2017 | Spank Bank Awards           | Nominada  | Most Adorable Slut                       | —                          |
| 2017 | Spank Bank Awards           | Nominada  | Fucking Nerd of the Year                 | —                          |
| 2017 | Spank Bank Awards           | Nominada  | Fun Sized Fuck Toy                       | —                          |
| 2017 | Spank Bank Awards           | Nominada  | Servile Sub of the Year                  | —                          |